# Scie musicale
 (mars 2010).
Si vous disposez d'ouvrages ou d'articles de référence ou si vous connaissez des sites web de qualité traitant du thème abordé ici, merci de compléter l'article en donnant les références utiles à sa vérifiabilité et en les liant à la section « Notes et références ».

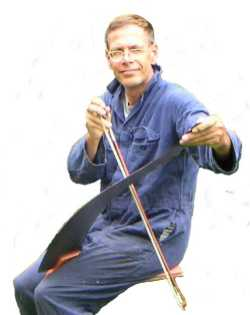
Joueur de scie musicale.

La scie musicale  est un instrument de musique de la famille idiophone selon le système Hornbostel-Sachs. Elle est constituée d'une crosse que l'on place entre les jambes, une poignée d'inflexion optionnelle pour faciliter le jeu, mais surtout d'une lame d'acier que l'on fait vibrer et qui frottée par un archet produit un son musical qui est modulé par la torsion et la courbure de la lame d'acier obtenue par la pression des doigts de la main.

## Facture
C'est vers 1870 que, grâce aux progrès de la métallurgie, on peut commencer à fabriquer des scies aux sonorités acceptables pour constituer de bons instruments. Cette évolution se fait parallèlement dans plusieurs pays. Ainsi plusieurs musiciens industrieux déposent des brevets dans leurs pays respectifs.
Vers 1900, on peut trouver de bonnes scies musicales, héritées des égoïnes à qui l'on coupe parfois les dents et dont on modifie les formes et la poignée ou « crosse ». Certains ajoutent une poignée ou « manette d'inflexion » pour plus de commodité.
Certaines scies musicales appelés lames sonores peuvent atteindre une tessiture de 4 octaves d'amplitude (voir les vidéos de lames sonores). Pour atteindre cette caractéristique, il faut bien sûr une qualité suffisante d'acier trempé, à la bonne épaisseur, bonne dureté, bonnes largeurs maximum et minimum, et taillée dans le bon sens du laminage à la bonne longueur pour que l'instrument soit facilement pliable pour créer le point d'inflexion où le son est produit.

## Jeu
La pratique la plus courante consiste à jouer assis, en serrant la crosse de la scie entre les cuisses, bien que certains préfèrent jouer debout. La bordure dentée est toujours orientée face au musicien. Certaines scies musicales française sont dépourvues de dents (brevet Keller de 1952) et sont appelées lames sonores, elles sont plus précises du fait de l'absence de dents qui permet d'avoir un contrôle plus fin sur la justesse des notes générées par le frottement de l'archet.
Le principe général de jeu est d'imprimer une  courbure (en « S ») à la lame. Alors que les parties courbées subissent une flexion qui amortit le son, celle-ci s'annule dans la partie centrale du S, au point d'inflexion de la courbe. Le son est généralement produit par un archet frotté (ou parfois un maillet frappé), contre la bordure lisse, c'est-à-dire non dentée, à ce point de la lame. La hauteur du son produit est directement liée à la largeur de la scie à ce point. L'instrumentiste fait ainsi varier la hauteur du son en déplaçant le point d'inflexion sur la lame, en ouvrant et fermant l'articulation du coude. Différents effets de jeu peuvent être obtenus, en déplaçant les cuisses ou la main qui tient l'extrémité pour travailler la durée  de note (soutien), et produire un vibrato, harmoniques, bruitages par exemple.
Les clowns et quelques virtuoses permirent à l'instrument de vivoter jusqu'au début du XXIe siècle où l'engouement des curieux et passionnés de scie musicale sembla reprendre.
Marlene Dietrich jouait de cet instrument. Natalia Paruz (en), connue sous le surnom de Saw Lady (« La dame à la scie »), joue de la scie musicale dans des films, des publicités, des orchestres dans le monde entier. En novembre 2007, elle a fait ses débuts au Carnegie Hall, où elle a joué en solo. En France, Emmanuel Brun faisait partie des plus grands lamistes, ses compositions pour la lame sonore lui ont valu la reconnaissance de Yehudi Menuhin.
En France on peut également trouver 4 disques d'un artiste majeur Maurice Dalle qui fit quelques passages télévisés, notamment à la Chance aux chansons de Pascal Sevran. Pascal Ayerbe joue lui de la « lame sonore », longue scie sans dents munie d'une poignée d'inflexion inventée par Jacques Keller en 1948. Cet instrument est également utilisé de nombreuses fois dans les productions d'Olivia Ruiz, de La Tordue et Les Ogres de Barback. La musique du film Delicatessen met en valeur la scie musicale dans un morceau assez difficile. Alexis Faucomprez musicien et facteur de cet instrument joue également dans de nombreux disques et participe à des projets live avec Benjamin Biolay, Emilie Simon, Steve Shehan et le TED X francophone. De nombreuses vidéos consacrées à cet instrument ont été réalisées par France Musique dans leur série sur les instruments rares et ont ravivé l'intérêt autour de cet instrument jadis oublié. Le musicien Grégoire Blanc a depuis quelques années développé l'usage de l'instrument en musique classique et contemporaine et a dernièrement fait évoluer son jeu vers une version électro-acoustique de l'instrument avec l'usage d'effets électroniques (reverb, delay). De nombreux musiciens et groupes internationaux majeurs tel que Tom Waits, Dionysos, Neutral Milk Hotel, Mercury Rev, Brigitte Fontaine, et même Jean Michel Jarre dans ses premiers travaux en musique concrète, La cage (1971), ont utilisé cet instrument dans de nombreux albums.